# Shawinigan

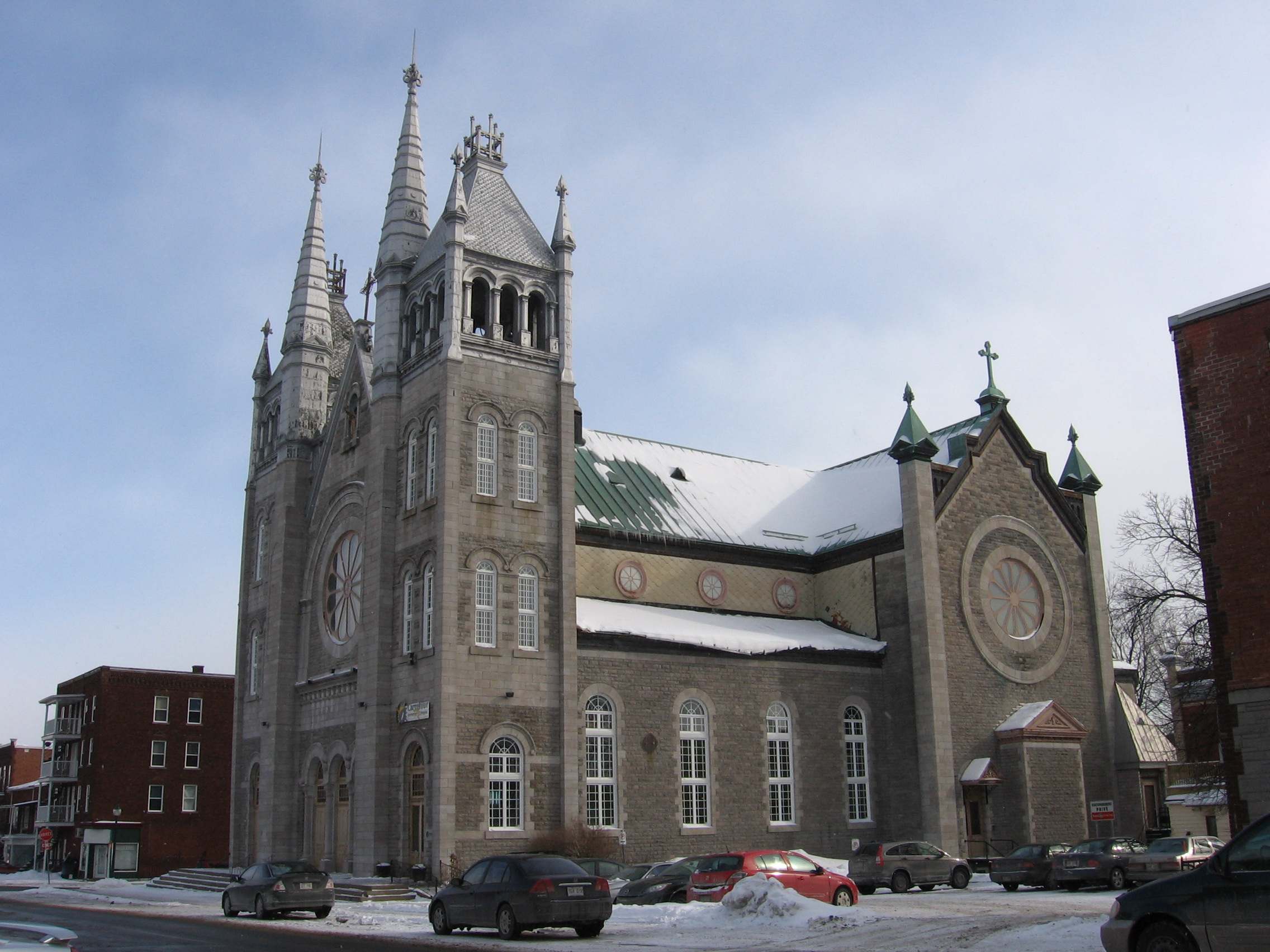
Biserica din Shawinigan

Shawinigan este un oraș în provincia Québec, Canada. Orașul se află amplasat în regiunea administrativă Mauricie, pe cursul lui Rivière Saint-Maurice un afluent al fluviului Sf. Laurențiu. Localitatea ocupă o suprafață de 781,81 km² și avea în 2007, 52.865 loc. Orașul vechi Shawinigan are 18.000 loc. din care cauză este numit Grand-Mère, Shawinigan-Sud, Saint-Georges-de-Champlain, Lac-à-la-Tortue, Saint-Gérard-des-Laurentides și Saint-Jean-des-Piles. În oraș există un club sportiv renumit de hochei pe gheață.

## Personalități marcante
- Jean Chrétien, prim-ministru canadian
- Carole Laure, actriță
- Jacques Plante, fost jucător de hochei